# 10207 Comeniana
10207 Comeniana este un asteroid din centura principală de asteroizi.

## Descriere
10207 Comeniana este un asteroid din centura principală de asteroizi. A fost descoperit pe 16 august 1997 la Modra de Peter Kolény și Leonard Kornoš. Asteroidul prezintă o orbită caracterizată de o semiaxă mare de 2,41 ua, o excentricitate de 0,08 și o înclinație de 6,8° în raport cu ecliptica.